# PGC 61214
LEDA/PGC 61214 ist eine Spiralgalaxie vom Hubble-Typ Sd im Sternbild Schlangenträger nördlich der Ekliptik und ist schätzungsweise 91 Millionen Lichtjahre von der Milchstraße entfernt. Gemeinsam mit NGC 6509 und PGC 61300 bildet sie die kleine Galaxiengruppe LGG 416.